# Venus Hum

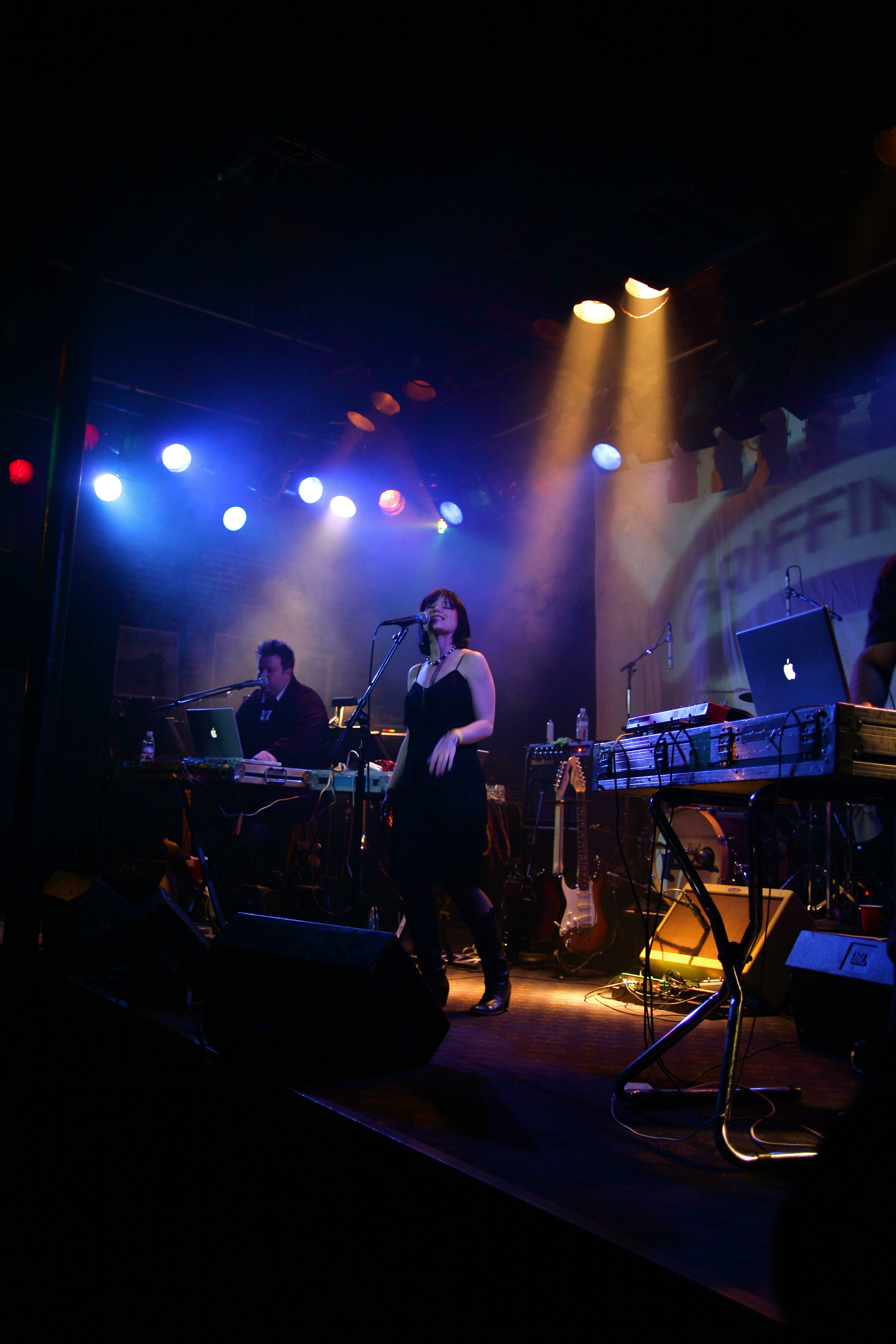
Venus Hum San Francisco - Viver concerto no ano 2008

Venus Hum é uma banda de pop eletrônico de Nashville, Tennessee, formada pela vocalista Annette Strean e pelos multi-instrumentistas Kip Kubin e Tony Miracle. Miracle tem um raro problema cardíaco, que resulta em ouvir, a todo tempo, os batimentos de seu próprio coração. Esta condição é conhecida como "zumbido venoso", "venous hum" em inglês, de onde derivou o nome da banda.
Seu primeiro álbum, intitulado Venus Hum, foi lançado em 2001. Big Beautiful Sky foi lançado dois anos depois. Também em 2003, Venus Hum fez uma turnê, na qual abriu para o Blue Man Group, com Annette fazendo o vocal de "I Feel Love".
Depois da colaboração da banda com J.J. Abrams (Alias, Lost, Missão Impossível III), e sua subsequente criação do EP "Songs for Superheroes", não se sabia ao certo se Venus Hum estaria criando algum novo material. Annette tinha desenvolvido nódulos nas cordas vocais e precisou de um fonoaudiólogo para reaprender sua técnica de canto. Kip se diversificou, estendendo seu interesse para filmagens, tornando-se diretor de vídeos musicais. Tony viajou, vivendo em Los Angeles e Cincinnati e lançou um álbum solo experimental com o título "Satellite City".
Depois de um hiato de dois anos, a banda se reorganizou para lançar um novo álbum, The Colors In The Wheel em 25 de julho de 2006, sob o selo Mono-Fi Records. Eles descrevem o álbum como "inconvencional, tridimensional e completamente sensual", apresentando um som mais apurado que em seus trabalhos anteriores.
Na segunda metade de 2008, a banda retornou ao estúdio para trabalhar em material para um novo álbum.

## Blue Man Group
Annette Strean cantou para o Blue Man Group na canção "I Feel Love" em seu álbum The Complex, de 2003. Venus Hum já abriu as apresentações do Blue Man Group e tocou com eles também. A banda foi apresentada como "rock concerto, movimento número sessenta e três". "I Feel Love" foi lançada como single em 2004.

## Discografia

### Estúdio
- 2001 - Venus Hum
- 2003 - Big Beautiful Sky
- 2006 - The Colors In The Wheel

### EPs
- 1999 - Promo Fun Ki
- 2000 - Switched on Christmas
- 2002 - Hummingbirds
- 2004 - Songs for Superheroes

### Singles
- 2003 - Montana
- 2003 - Soul Sloshing